# 東鷹栖町
東鷹栖町（ひがしたかすちょう）は、北海道上川支庁管内、上川郡にかつて存在した町。
1892年（明治25年）に鷹栖村として誕生、1924年（大正13年）に鷹栖村・江丹別村を分村すると同時に東鷹栖村と改称した。1969年（昭和44年）に町制施行したが、2年後の1971年（昭和46年）に旭川市に編入された。

## 歴史

### 鷹栖村の開基
北海道庁による北海道の一括統治が始まった1886年（明治19年）ころから石狩川上流にある上川郡の開発が本格的に始まり、以降この地域への移住者が相次いだ。当初上川郡の開拓は、駅逓の置かれた忠別太（現在の旭川市神居）をはじめとして石狩川左岸にあたる地区を中心としていた。1890年9月、上川郡に神居村・旭川村・永山村の三村が初めて置かれたが、このとき石狩川右岸はどの村にも属していなかった。
右岸地域への移住は、1891年（明治24年）4月15日、埼玉県人らがチカプニ原野に入ったのが最初である。彼らは現在の旭川市旭町から大町にかけての一帯で開墾を行い定住を始めた。これに伴って石狩川右岸にも村を設けることとなり、1892年（明治25年）2月4日の北海道庁令により告知された。これが鷹栖村である。鷹栖という名は、アイヌ語名である「チカプニ」（chikap-un-i、「鳥の居るところ」の意）を意訳したもので、初代道庁長官となる岩村通俊が命名したといわれる。
庁令によれば鷹栖村の範囲は「神居村神楽村旭川村永山村ニ属セザル地方一円」、すなわち石狩国上川郡のうち石狩川右岸の全域であり、源流のある大雪山から現在の愛別町・比布町を経て、空知郡に接する地域までを含む広大なものであった。
鷹栖村には当初戸長役場が設けられなかった。開村の翌年である1893年1月14日に永山外二村戸長役場（まもなく所管する村が増え「外四村」となる）の管轄となったが、同年6月24日に永山村が単独で戸長役場を設けると新たに旭川外三村戸長役場が設置され、鷹栖村もこの下に置かれた。
この年約600人であった鷹栖村の人口は、相次ぐ入植により翌年には約1,300人へと倍増した。このため1895年（明治28年）6月15日、鷹栖村は旭川村外三箇村戸長役場から独立し、単独の戸長役場を持つこととなった。庁舎は近文原野一線九号乙（現在の旭川市末広東1条11丁目）に置かれた。

### 東鷹栖村誕生まで
広大な領域を持つ鷹栖村は、人口の増加につれ分村されていった。まず1897年（明治30年）7月1日、愛別川より東の地域を分村、永山村の一部と合わせ愛別村とした（現在の愛別町）。この地域は1889年（明治22年）に北見道路の駅逓がおかれ和人の定住が始まったが、本格的な移住・開墾が始まったのは1894年（明治27年）のことである。分村時には276戸、1,060人が居住していた。
1902年（明治35年）4月1日に旭川町が一級町村制を施行したが、この際に発せられた内務省令により、「鷹栖村ノ内字近文（東ハ六号線南ハ石狩川北ハ近文高台山麓ヲ界シ西オサラツペ川ニ至ル部分）」は旭川町に編入されることとなった。これはおおよそ現在の旭川市春光から近文町に至る地域である。この近文地区編入の意図は省令等には示されていないが、二号道路から六号道路にかけての陸軍省第七師団用地を一級町村である旭川町に属させた方が行政上の利便が大きかったことが最大の理由といわれる。また、二号道路以西の地域についても旭川町に隣接し商工業の発展が著しく、農業主体の鷹栖村の自治とするのになじまないことも理由であったという。この割譲により鷹栖村の総戸数1,680のうち384戸、1,750人が旭川町へ移籍した。
1897年より建設が始まった天塩線（現在の宗谷本線）は村東部の比布・蘭留を通っており、次第にこれらの地域の重要性が増していったため独立の必要が生じた。1906年（明治39年）4月1日、突哨山をはじめとして南北に連なる山地を境にし、これ以東を比布村として分村（現在の比布町）することとなった。当時の比布村は611戸、2,917人を有した。しかし財産や土地の分割について鷹栖と比布の間で折り合いがつかず、財産は上川支庁長の勧告により4分の1を比布村に譲渡することで間もなく解決したが、突哨山地における境界線を確定させるには1958年（昭和33年）まで時を待たねばならなかった。
比布村の分村と同時に鷹栖村は二級町村制を実施し、1909年（明治42年）4月1日には一級町村制を施行した。1921年（大正10年）には、鷹栖村庁舎が近文一線六号（現在の旭川市末広1条1丁目）に新築移転した。
大正に入り、行政による開発の中心がオサラッペ地区（現在の鷹栖町の一帯）に移ると、これに不満を持つ近文原野の住民が分村運動を始め、ついには1924年（大正13年）6月4日、村名を東鷹栖村と改称すると同時に鷹栖村（一級村）、江丹別村（二級村）を分村するに至った。新たな東鷹栖村と鷹栖村の境界、および鷹栖村と江丹別村との境界は、現在の旭川市と鷹栖町の境界と同じものである。
第二次世界大戦が終わると、旭川市の旧第七師団官舎が民間に払い下げられ住宅地となった。これに隣接する東鷹栖村六号周辺もその延長として宅地化が進んだため、旭川市ではこの地域の併合を検討し始めた。六号地区の住民の間にも旭川市への編入を望む運動が起こったため、市と村との間で交渉を行い、1951年（昭和26年）4月1日に七号道路以西を旭川市に割譲することとなった。この地域の世帯数は485戸、人口は2,866人であった。
1968年（昭和43年）12月12日、旭川市の市街地（旭川市八条通13丁目）にあった旭川刑務所が村内に移転した。

### 町制施行、旭川市への編入
1969年（昭和44年）1月1日町制施行、東鷹栖町となる。同年、町内の一部に鷹ノ巣1条 - 4条を設置（1条、2条は3丁目、3条、4条は4丁目まで）。
1971年（昭和46年）3月2日、旭川市に編入。鷹ノ巣は春光台1条 - 4条の5 - 12丁目となり、同時に町内の一部から春光台5条が成立。残る地域は近文、近文オシヨ、近文区画地、近文原野、トッショ山、必富（ひっぷ）となる（いずれも東鷹栖町を冠する）。
1971年8月、東鷹栖町の各地名を再編。
- 近文 → 東鷹栖1 - 4条、東鷹栖東1 - 3条、東鷹栖1 - 15線、東鷹栖東1線、末広1 - 8条、末広東1 - 3条、東山、緑台、柏木
- 近文オシヨ → 東鷹栖1線、東山
- 近文区画地 → 東鷹栖4線
- 近文原野 → 東鷹栖1 - 15線、東鷹栖東1線、末広1 - 2条・6 - 8条、末広東2 - 3条、緑台、柏木
- トッショ山 → 東山
- 必富 → 東鷹栖東1線、東山

## 地理
旭川市へ編入される直前の東鷹栖町は68.89 km2の面積を有していた。
旭川市とは東部では石狩川を境にし、南西は七号道路（現在の末広地区を通る旭川環状線）を鷹栖町との境界まで延長した直線で区切られていた。それ以北の鷹栖町との境界、そして比布町・和寒町との境界は、現在のこれらの町と旭川市との境界と同じものである。

### 道路網
原野だった場所を計画的に開発したため、町内は東西南北に対し45度の傾きをもった、300間（約540 m）を一辺とする正方形の道路網で区画されている。
南西－北東方向に走る道路は「○線」と呼ばれる。旭川と稚内を結ぶ国道40号が「1線道路」にあたり、そこから北に行くに従い2線、3線……と数字が増える。これに対し南東－北西方向に走る道路は「○号」と呼ばれる。「1号道路」にあたるのは現在の旭川市旭町1条と2条の間の通り（旭町通）であるが、旭川市への編入時点では7号道路以東が東鷹栖町の領域であった。そこから東へ8号、9号……と数字が増えていく。
正方形の領域の住所は、その西端にあたる交差点の道路の名で「○線○号」と呼ばれた。例えば1線道路と2線道路、10号道路と11号道路に囲まれた区画は「2線10号」である。
もともと同じ村であった鷹栖町にもこの区画割と道路につけられた数字は連続しており、同様に「○線○号」で呼ばれる地域が現存している。

## 行政
- 武田信之助 - 旧東鷹栖村長